# Мазуллас
Мазуллас (італ. Masullas, сард. Masuddas) — муніципалітет в Італії, у регіоні Сардинія,  провінція Ористано.
Мазуллас розташований на відстані близько 400 км на південний захід від Рима, 65 км на північний захід від Кальярі, 28 км на південний схід від Ористано.
Населення — 1108 осіб (2014).

## Демографія
Населення за роками:

Станом на 1 січня 2023 року в муніципалітеті офіційно проживало 8 іноземців з 5 країн, серед них 5 громадян країн Євросоюзу та 1 громадянин України.

## Сусідні муніципалітети
- Гонноскодіна
- Гонностраматца
- Могоро
- Моргонджорі
- Помпу
- Сімала
- Сірис
- Урас